# Сузет Джордан
Сузет Джордан (на английски: Suzette Jordan) е индийка от Колката, оцеляла жертва на групово изнасилване, разкрила впоследствие самоличността си и станала известна активистка за правата на жените и лидер на движението срещу сексуалното насилие в Индия.

## Биография
Джордан е родена на 21 октомври 1974 г. в Колката, майка на две дъщери. През 2012 година става жертва на групово улично изнасилване и е назовавана в медиите като жертвата от Парк Стрийт. През юни 2013 година разкрива публично самоличността си в знак на протест срещу епидемията от изнасилвания и убийства на жени в Индия и за да окуражи и други оцелели жертви да дадат гласност на този проблем.
Според индийското законодателство, самоличността на жертва на изнасилване не може да бъде разкривана без разрешение от жертвата. Докато не се отказва от правото на анонимността си, случаят на Джордан е наричан от индийските медии „изнасилването на Парк Стрийт“ по името на улицата в Колката, превърнала се в сцена на местопрестъплението през февруари 2012 година. Когато Джордан за първи път съобщава за престъплението, главната министърка на Западен Бенгал Момота Бондопадае я нарича лъжкиня и я обвинява, че се опитва да злепостави правителството – позиция, която предизвиква широко възмущение.
Когато Джордан разкрива самоличността си като оцеляла жертва от изнасилване, тя казва „Защо да трябва да крия самоличността си, като това дори не е станало по моя вина? Защо трябва аз да се срамувам от нещо, което не съм предизвикала? Аз бях обект на брутално посегателство, бях измъчвана, бях обект на изнасилване, боря се и ще се боря." Към момента, когато Джордан почива (13 март 2015), трима от петимата мъже, обвинени за изнасилването ѝ са арестувани и изправени на съд, въпреки че отхвърлят обвиненията. Останалите двама, включително и главният заподозрян, не са били арестувани.
Джордан става активистка за правата на жените в Индия и за кратко работи като съветник на гореща телефонна линия за оказване на помощ на жертви на сексуално и домашно насилие. Тя говори публично срещу унизителното и дискриминационно отношение към жертвите на насилие, например за случай, когато ѝ е отказан достъп до ресторант в Колката. Тя използва силата на медиите, включително появявайки се в токшоуто Satyamev Jayate на актьора Амир Кан, както и ползвайки Facebook, за да изтъкне социални проблеми.
На 13 март 2015 година, Сузет Джордан почива на 40-годишна възраст в резултат от менингоенцефалит.